# چخوویزنا
چخوویزنا (به لهستانی:  Czechowizna) یک منطقهٔ مسکونی در لهستان است که در گمینا کنشن واقع شده‌است. چخوویزنا ۲۰۰ نفر جمعیت دارد.